# Anatolij Vasiljevič Ivanov
Anatolij Vasiljevič Ivanov (26. června 1934 v Leningradu – 2. dubna 2012, Vídeň) byl ruský sólový hráč na bicí nástroje, skladatel a dirigent.
Byl předsedou ruské asociace hráčů na bicí nástroje, členem Percussive Arts Society a členem ruského Svazu autorů. Vyučoval na Konzervatoři Rimského-Korsakova v Sankt-Petěrburgu a byl jedním z nejznámějších pedagogů hry na bicí nástroje ruské školy.

## Život
Studoval klavír a bicí nástroje na hudební škole na Leningradské konzervatoři. V roce 1957 absolvoval zkoušku u Alexeje Ivanoviče Soboleva (rusky Соболев, Алексей Иванович) a Vasilije Jevsejeviče Osadčuka (rusky Осадчук, Васи́лий Евсеевич).
Od 1952 působil v ruském Státním lidovém orchestru a v Jazzovém orchestru. Od roku 1964 působí jako sólový hráč na bicí nástroje a první hráč na bicí nástroje v orchestru Leningradské filharmonie pod vedením Jevgenije Mravinského a Jurije Temirkanova.
V šedesátých letech 20. století vyvinul organizační program pro soubor bicích nástrojů. V roce 1996 napsal metodickou práci „Играйте в ансамбле ударных инструментов!“ (česky: „Hrajte v souboru bicích nástrojů!“). Roku 1989 založil soubor bicích nástrojů „Виват, ударные!“, který v 90. letech 20. století úspěšně vystupoval na řadě koncertů se svými vlastními skladbami a vlastními úpravami klasické hudby. K jeho žákům se řadí natolik známí umělci, jako je Gal Rasché.

## Práce
K jeho pracím náleží hudební skladby pro ruský lidový orchestr, jazzový orchestr, soubor bicích nástrojů, pro vibrafon, xylofon, celestu, flétnu, klavír a orchestr, buben, soubor tub, sedm hudebních skladeb pro buben a klavír atd. Jednou z jeho nejzávažnějších prací je přepis-transkripce „dětských alb“ Petra Iljiče Čajkovského pro soubor bicích nástrojů, který byl zveřejněn roku 1995.